# Comuna de Wyszków
Wyszków (polaco: Gmina Wyszków) é uma gminy (comuna) na Polónia, na voivodia de Mazóvia e no condado de Wyszkowski. A sede do condado é a cidade de Wyszków.
De acordo com os censos de 2004, a comuna tem 37 715 habitantes, com uma densidade 227,7 hab/km².

## Área
Estende-se por uma área de 165,6 km², incluindo:
- área agricola: 53%
- área florestal: 29%

## Demografia
Dados de 30 de Junho 2004:
|                      | Total   | Total | Mulheres | Mulheres | Homens  | Homens |
| -------------------- | ------- | ----- | -------- | -------- | ------- | ------ |
|                      | pessoas | %     | pessoas  | %        | pessoas | %      |
| População            | 37 715  | 100   | 19 342   | 51,3     | 18 373  | 48,7   |
| Densidade (pop./km²) | 227,7   | 100   | 116,8    | 116,8    | 110,9   | 110,9  |

De acordo com dados de 2002, o rendimento médio per capita ascendia a 1195,44 zł.

## Subdivisões
- Deskurów, Drogoszewo, Fidest, Gulczewo, Kamieńczyk, Kręgi Nowe, Leszczydół Działki, Leszczydół-Nowiny, Leszczydół-Podwielątki, Leszczydół-Pustki, Lucynów Duży, Lucynów, Łosinno, Natalin, Rybienko Nowe, Olszanka, Rybno, Sitno, Skuszew, Rybienko Stare, Leszczydół Stary, Ślubów, Świniotop, Tulewo, Tulewo Górne, Tumanek, Puste Łąki.

## Comunas vizinhas
- Brańszczyk, Dąbrówka, Jadów, Łochów, Rząśnik, Somianka, Zabrodzie